# Естадио Доктор Николас Леос
Естадио „Доктор Никола Лео“с (на испански: Estadio Dr. Nicolás Léoz) е футболен стадион в Асунсион, Парагвай.
На него играе домакинските си мачове отборът на „Либертад“.
Капацитетът му е 28 000 зрители, размерите на терена са 107 x 73 м. Наречен е на Николас Леос, футболен функционер, бивш президент на „Либертад“ и настоящ президент на „КОНМЕБОЛ“.
1. ↑  www.worldstadiums.com